# ラリー・パーキンス
ラリー・クリフトン・パーキンス（Larry Clifton Perkins、1950年3月18日 - ）は、オーストラリアのレーシングドライバー。
F1ドライバーでは珍しい眼鏡着用者。

## プロフィール

### 初期のキャリア
1970年から地元オーストラリアのフォーミュラ・フォードなどで活動後、ヨーロッパへ渡る。
同じオーストラリア出身にして、ラルトを率いていたロン・トーラナックの元でメカニックとして働きながらヨーロッパF3に参戦し、1975年にはラルトのマシンでチャンピオンを獲得した。

### F1デビュー
1974年には元F1ドライバーのクリス・エイモンが創立したエイモン・レーシングのマシンでドイツグランプリに参戦するが、予選落ちした。
その後、1976年にエンサインをベースにしたマシンで参戦していたボロでスペイングランプリに参戦し、予選を24位で通過、Ｆ1デビューを達成した。決勝は優勝したマクラーレンのジェイムズ・ハントから3周遅れの13位でフィニッシュしている。
その後もベルギーグランプリ、モナコグランプリ、スウェーデングランプリと3戦連続でボロから出走。モナコグランプリは予選落ちするも、ベルギーグランプリでは優勝したフェラーリのニキ・ラウダからわずか1周遅れの8位でフィニッシュている。
その後、ドイツグランプリで重傷を負ったラウダの代役としてフェラーリへ移籍したカルロス・ロイテマンの代わりとしてブラバムへ移籍するもエースのカルロス・パーチェに予選、決勝ともに勝てなかった。また、この年の最終戦となったF1イン・ジャパンでは悪天候のためわずか1周で撤退している。
翌年の1977年にはBRMへ移籍し、ブラジルグランプリと南アフリカグランプリに参戦するも資金難の真っ只中にあったチームのマシンでは入賞すら出来ず、わずか2戦でチームを離脱した。ちなみに、BRMはこの年のイタリアグランプリを最後に消滅している。
その後、ベルギーグランプリからはサーティースへ移籍。初戦となったベルギーグランプリでは12位でフィニッシュするも、続くスウェーデングランプリとフランスグランプリは予選落ち、このレースを最後にF1を去っている。

### その後
その後はオーストラリアへ帰国、ツーリングカーレースで活躍を見せ、地元で開催される耐久レース「バサースト1000」ではホールデンをドライブして82年から84年まで3連覇を達成、さらに93年、95年、97年にも優勝している。また、1988年のル・マン24時間レースにはジャガーのワークスチームから参戦、4位でフィニッシュした。

## レース戦績

### ヨーロッパ・フォーミュラ3選手権
| 年     | チーム        | シャシー   | エンジン | 1       | 2   | 3   | 4     | 5     | 6     | Pos. | Pts |
| ------ | ------------- | ---------- | -------- | ------- | --- | --- | ----- | ----- | ----- | ---- | --- |
| 1975年 | Team Cowangie | ラルト RT1 | フォード | MON Ret | NÜR | AND | MNZ 1 | CET 1 | DJU 9 | 1位  | 18  |

### F1
| 年     | 所属チーム              | シャシー   | 1   | 2       | 3      | 4      | 5     | 6       | 7       | 8       | 9       | 10      | 11  | 12      | 13      | 14     | 15      | 16      | 17  | WDC       | ポイント |
| ------ | ----------------------- | ---------- | --- | ------- | ------ | ------ | ----- | ------- | ------- | ------- | ------- | ------- | --- | ------- | ------- | ------ | ------- | ------- | --- | --------- | -------- |
| 1974年 | エイモン                | AF101      | ARG | BRA     | RSA    | ESP    | BEL   | MON     | SWE     | NED     | FRA     | GBR DNQ | GER | AUT     | ITA     | CAN    | USA     |         |     | NC (61位) | 0        |
| 1976年 | エンサイン／ボロ        | N175 (001) | BRA | RSA     | USW    | ESP 13 | BEL 8 | MON DNQ | SWE Ret | FRA     | GBR     | GER     | AUT | NED Ret | ITA Ret |        |         |         |     | NC (24位) | 0        |
| 1976年 | マルティーニ (ブラバム) | BT45       |     |         |        |        |       |         |         |         |         |         |     |         |         | CAN 17 | USA Ret | JPN Ret |     | NC (24位) | 0        |
| 1977年 | BRM                     | P207       | ARG | BRA Ret |        |        |       |         |         |         |         |         |     |         |         |        |         |         |     | NC (38位) | 0        |
| 1977年 | BRM                     | P201B/204  |     |         | RSA 15 |        |       |         |         |         |         |         |     |         |         |        |         |         |     | NC (38位) | 0        |
| 1977年 | サーティース            | TS19       |     |         |        | USW    | ESP   | MON     | BEL 12  | SWE DNQ | FRA DNQ | GBR     | GER | AUT     | NED     | ITA    | USA     | CAN     | JPN | NC (38位) | 0        |

(key)

### ル・マン24時間レース
| 年     | チーム                                                      | コ・ドライバー                           | 車                       | クラス    | 周回数 | 総合順位 | クラス順位 |
| ------ | ----------------------------------------------------------- | ---------------------------------------- | ------------------------ | --------- | ------ | -------- | ---------- |
| 1978年 | チャールズ アイビー レーシング                              | ゴードン・スパイス ジョン・ルロン-ミラー | ポルシェ・911 カレラ RSR | IMSA +2.5 | 278    | 14位     | 2位        |
| 1984年 | チーム オーストラリア ジョン・フィッツパトリック レーシング | ピーター・ブロック                       | ポルシェ・956B           | C         | 145    | DNF      | DNF        |
| 1988年 | シルクカット・ジャガー トム・ウォーキンショー・レーシング   | デレック・デイリー ケビン・コーガン      | ジャガー・XJR-9LM        | C1        | 383    | 4位      | 4位        |